# Diano Marina
Diano Marina es una localidad y comune italiana de la provincia de Imperia, región de Liguria, con 6.277 habitantes.

## Evolución demográfica
| Gráfica de evolución demográfica de Diano Marina entre 1861 y 2001 |
|                                                                    |
| Fuente ISTAT - elaboración gráfica de Wikipedia                    |